# David Nilsson (friidrottare)

För andra personer med samma namn, se David Nilsson.  

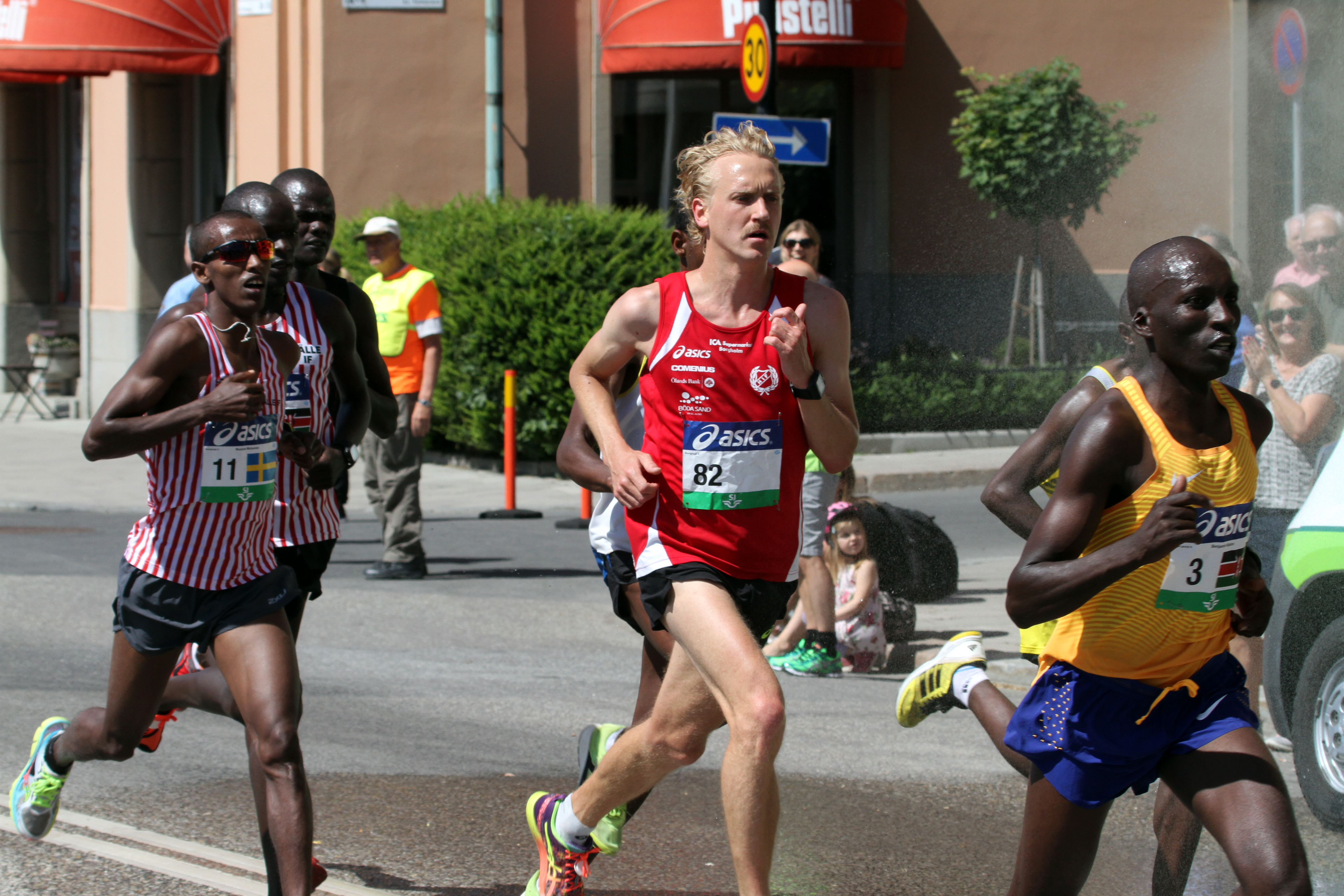
David Nilsson springer Stockholm Marathon i juni 2016.

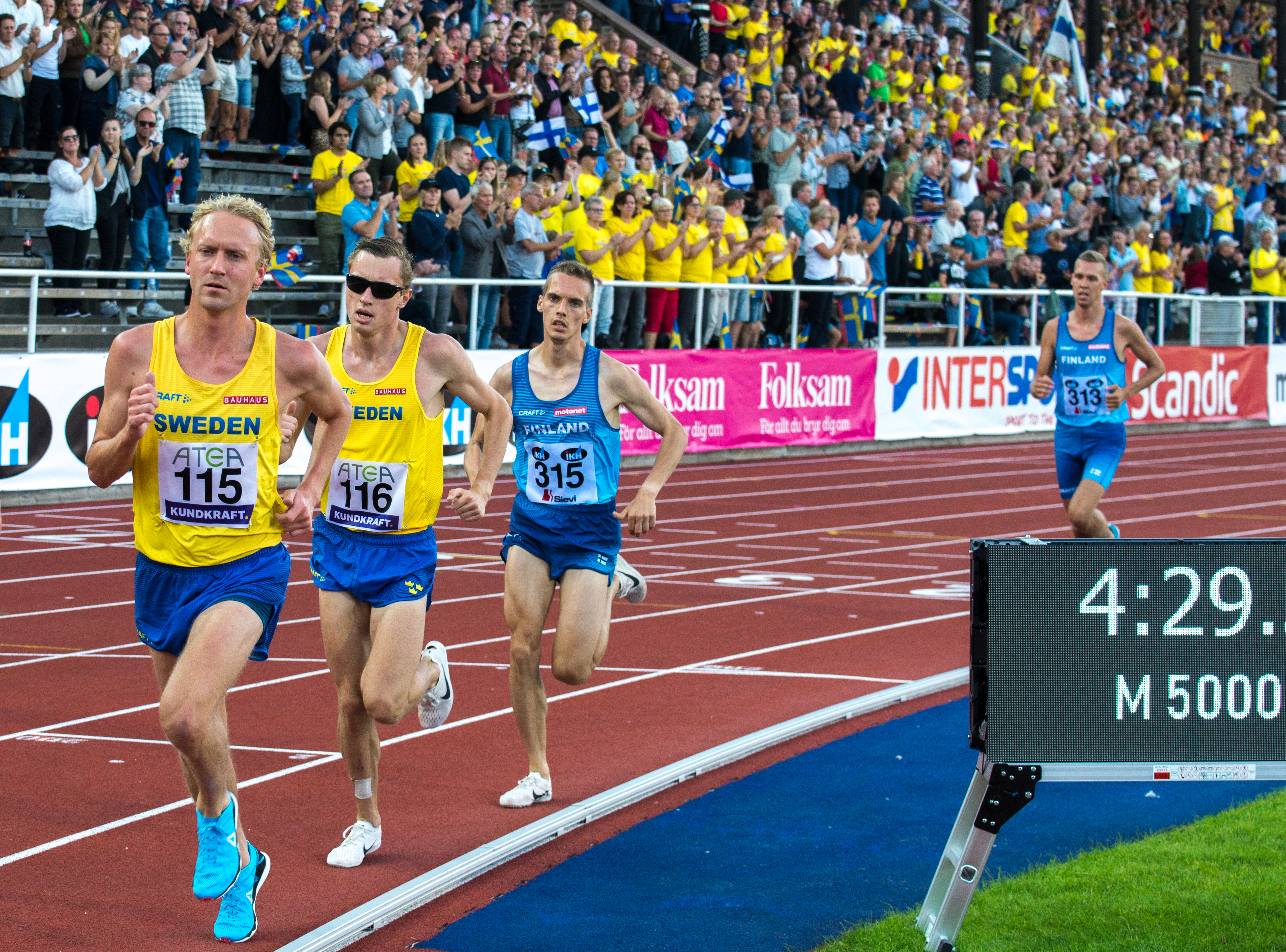
David Nilsson under Finnkampen på Stockholms stadion i augusti 2019. Kalle Berglund ligger i rygg.

David Nilsson, född 16 april 1987, är en svensk långdistanslöpare från Kalmar. Han tävlar nationellt för Högby IF.
David Nilsson är son till Carl-Gustaf och Katarina Nilsson, som även de har skördat stora framgångar inom löpningen. Han är bror till Ida Nilsson, även hon en mycket framgångsrik löpare. 
Nilsson togs ut till maratonloppet vid EM i Zürich år 2014 men var tvungen att bryta loppet.
Vid VM i Peking i augusti år 2015 deltog David Nilsson i maratonloppet och kom in på en 36:e plats med tiden 2:31:24. I december samma år gjorde han ett av sina absolut främsta lopp när han placerade sig på 10:e plats på terräng-EM i Frankrike.
Vid Europamästerskapen i Amsterdam år 2016 deltog David Nilsson i halvmaraton och kom med säsongsbästat 1:05:16 på en 23:e plats.
David Nilsson deltog 2017 i VM som hölls i London och kom där på 52:a plats i maraton med tiden 2:22:53.
I Finnkampen 2019 kom han trea på 5 000 meter med tiden 14:09.57.
David Nilsson satte svenskt rekord i maraton 1 december 2019 när han med tiden 2:10:08 slog Kjell-Erik Ståhls 36 år gamla rekord på distansen, 2:10:38.

## Personliga rekord
| Utomhus - 1 000 meter – 2:31,62 (Karlstad, Sverige 23 juli 2009) - 1 500 meter – 3:50,07 (Huddinge, Sverige 8 juli 2020) - 3 000 meter – 8:04,92 (Århus, Danmark 2 juni 2017) - 5 000 meter – 13:44,55 (Göteborg, Sverige 25 juli 2020) - 10 000 meter – 28:32,82 (Stockholm, Sverige 23 juni 2020) - 5 km landsväg – 13:42 (Nijmegen, Nederländerna 19 juli 2020) - 10 km landsväg – 29:01 (Manchester, Storbritannien 13 mars 2016) - 15 km landsväg – 43:34 (Nijmegen, Nederländerna 17 november 2019) - 10 engelska mil landsväg – 47:10 (Kosa, 2 december 2018) - 20 km landsväg – 1:00:31 (Alphen aan den Rijn, Nederländerna 1 mars 2020) - Halvmaraton – 1:02:05 (Osaka, Japan 26 januari 2020) - Maraton – 2:10:08 (Valencia, Spanien 1 december 2019) - 2 000 meter hinder – 6:02,54 (Karlskrona, Sverige 16 juni 2009) - 3 000 meter hinder – 9:22,72 (Sävedalen, Sverige 7 juli 2007) - 3 000 meter hinder – 9:44,19 (Eskilstuna, Sverige 11 augusti 2007) | Inomhus - 1 500 meter – 3:54,54 (Stockholm, Sverige 19 februari 2015) - 2 000 meter – 5:23,61 (Gent, Belgien 13 februari 2016) - 3 000 meter – 8:08,33 (Rud, Norge 10 februari 2019) - 3 000 meter – 8:10,85 (New York, New York, USA 5 februari 2016) - 2 engelska mil – 8:55,24 (Huddinge, Sverige 22 mars 2016) - 5 000 meter – 14:03,28 (Boston, Massachusetts USA 30 januari 2016) - 10 000 meter – 29:24,43 (Huddinge, Sverige 5 mars 2016) |

### Fotnoter
1. ↑  ”SM i marathon 2014”. marathon.se. http://results.marathon.se/2014/. Läst 25 mars 2015.
2. ↑  ”SM 10 km landsväg 2016”. marathon.se. http://www.marathon.se/racetimer?v=/sv/race/show/3320%3Flayout%3Dmarathon. Läst 1 november 2016.
3. ↑  ”Terräng-SM 2016”. racetimer.se. http://www.racetimer.se/sv/race/show/3482?layout=racetimer. Läst 1 november 2016.
4. ↑  ”Terräng-SM 2017, dag 1 ind”. Neptron Timer. Arkiverad från originalet den 15 augusti 2019. https://web.archive.org/web/20190815114307/http://neptrontiming-development.azurewebsites.net/#/terrangsmdag12017/. Läst 13 november 2017.
5. ↑  ”Friidrotts-SM 2019 Karlstad”. Arkiverad från originalet den 2 september 2019. https://web.archive.org/web/20190902083413/http://212.247.216.72/friidrott/sm19/result_t.php. Läst 17 september 2019.
6. ↑  ”STHLM 10 Med SM-milen 2019”. marathon.se. https://www.marathon.se/racetimer?v=/sv/race/show/4576%3Flayout%3Dmarathon. Läst 25 augusti 2019.
7. ↑  ”Resultat: Friidrotts-SM, Uppsala 14‐16.8.20”. friidrottsstatistik.se. https://www.friidrottsstatistik.se/resultsswe.php?CID=12968582&Season=2020. Läst 1 september 2020.
8. ↑  ”Resultat: SM-JSM-VSM 10 km, Anderstorp 10.10.20”. friidrottsstatistik.se. https://www.friidrottsstatistik.se/resultsswe.php?CID=12972728&Season=2020. Läst 25 november 2020.
9. ↑  ”SM-JSM22-VSM 10 km, Anderstorp 13.7.21”. friidrottsstatistik.se. https://www.friidrottsstatistik.se/resultsswe.php?CID=12991900&Season=2021. Läst 29 augusti 2021.
10. ↑  ”Resultat: SM Maraton, Stockholm 3.6.23”. friidrottsstatistik.se. https://www.friidrottsstatistik.se/resultsswe.php?CID=13042869&Season=2023. Läst 5 augusti 2022.
11. ↑  ”Resultat: SM-JSM22-VSM 10 km, Kalmar 24.7.24”. friidrottsstatistik.se. https://www.friidrottsstatistik.se/resultsswe.php?CID=13078963&Season=2024. Läst 2 augusti 2025.
12. 1 2 3 4 5 6 7 8 9 10 11 12 13 14 15 16 17 18 19 20 21  ”Personsida hos IAAF” (på engelska). iaaf.org. https://www.iaaf.org/athletes/sweden/david-nilsson-294313. Läst 2 december 2019.
13. ↑  ”European Athletics Championships - Zürich 2014” (på engelska). european-athletics.org. http://www.european-athletics.org/competitions/european-athletics-championships/history/year=2014/results/index.html. Läst 21 februari 2017.
14. ↑  ”Marathon Men15th IAAF World Championships Beijing (National Stadium), PR of China 22 Aug 2015 - 30 Aug 2015”. iaaf.org. https://www.iaaf.org/results/iaaf-world-championships-in-athletics/2015/15th-iaaf-world-championships-4875/men/marathon/final/result. Läst 9 januari 2017.
15. ↑  Country 10.117 km MenFinal ”SPAR European Cross Country Championships - Hyères 2015”. european-athletics.org. http://www.european-athletics.org/competitions/european-cross-country-championships/history/year=2015/results/index.html#Cross Country 10.117 km MenFinal. Läst 9 januari 2017.
16. ↑  ”European Athletics Championships - Amsterdam 2016” (på engelska). european-athletics.org. http://www.european-athletics.org/competitions/european-athletics-championships/history/year=2016/results/. Läst 27 december 2016.
17. ↑  ”Femteplats i EM-halvmaran”. friidrott.se. 10 juli 2016. Arkiverad från originalet den 8 februari 2017. https://web.archive.org/web/20170208033114/http://www.friidrott.se/nyheter.aspx?id=19770. Läst 6 februari 2017.
18. ↑  ”Marathon Men IAAF World Championships London 2017 (Olympic Stadium), Great Britain & N.I. 04 Aug 2017 - 13 Aug 2017” (på engelska). iaaf.org. https://www.iaaf.org/results/iaaf-world-championships-in-athletics/2017/iaaf-world-championships-london-2017-5151/men/marathon/final/result. Läst 14 mars 2019.
19. ↑  Hedman, Jonas (6 augusti 2017). ”Tuff maratonresa på Londons gator”. friidrott.se. Arkiverad från originalet den 22 september 2023. https://web.archive.org/web/20230922100609/https://arkiv.friidrott.se/nyheter.aspx?id=21263. Läst 14 mars 2019.
20. ↑  ”David fixade svensk trippel i Finnkampen”. Sveriges radio. 25 augusti 2019. https://sverigesradio.se/sida/artikel.aspx?programid=86&artikel=7286663. Läst 4 okt 2019.
21. ↑  Hedman, Jonas (1 december 2019). ”David Nilsson slog det 36 år gamla svenska rekordet i maraton”. www.friidrott.se. Arkiverad från originalet den 29 december 2019. https://web.archive.org/web/20191229021035/http://www.friidrott.se/nyheter.aspx?id=24068. Läst 2 december 2019.
22. 1 2 3 4 5 6 7 8 9 10 11 12 13  ”Personsida på European Athletics' webbplats” (på engelska). european-athletics.org. http://www.european-athletics.org/athletes/group=n/athlete=137822-nilsson-david/index.html. Läst 2 december 2019.